# Association of Georgia Klans
Die Association of Georgia Klans (AGK), auch bekannt als Associated Klans of Georgia, war eine Klan-Organisation, die 1944 von Samuel Green gegründet und von ihm bis zu seinem Tod 1949 geleitet wurde. Zu seiner Hochzeit hatte der Klan sowohl Ortsgruppen, sogenannte „Klaverns“, in allen 159 Counties von Georgia als auch in Alabama, Tennessee, South Carolina und Florida. Verbindungen bestanden außerdem nach Ohio und Indiana. Nach Greens Tod zerfiel die Organisation in verschiedene Fraktionen. Zudem bekam sie Probleme mit dem Finanzamt und versuchte die Öffentlichkeit zu meiden. Als der Supreme Court 1954 seine berühmten Urteile gegen die Rassentrennung an Schulen fällte, die als Brown v. Board of Education bezeichnet wurden, war der Klan bereits aufgelöst. Eine zweite Association of Georgia Klans wurde 1960 von Charles Maddox gegründet, der enttäuschte Mitglieder des U.S. Klans unter seiner Führung vereinigte. Aus dieser Gruppe entwickelten sich 1965 James Venables National Knights of the Ku Klux Klan. Unter dem Namen existiert auch heute noch eine Vereinigung, die mit dem ursprünglichen Klan nur den Namen gemein hat.

## Geschichte

### Gründungsphase

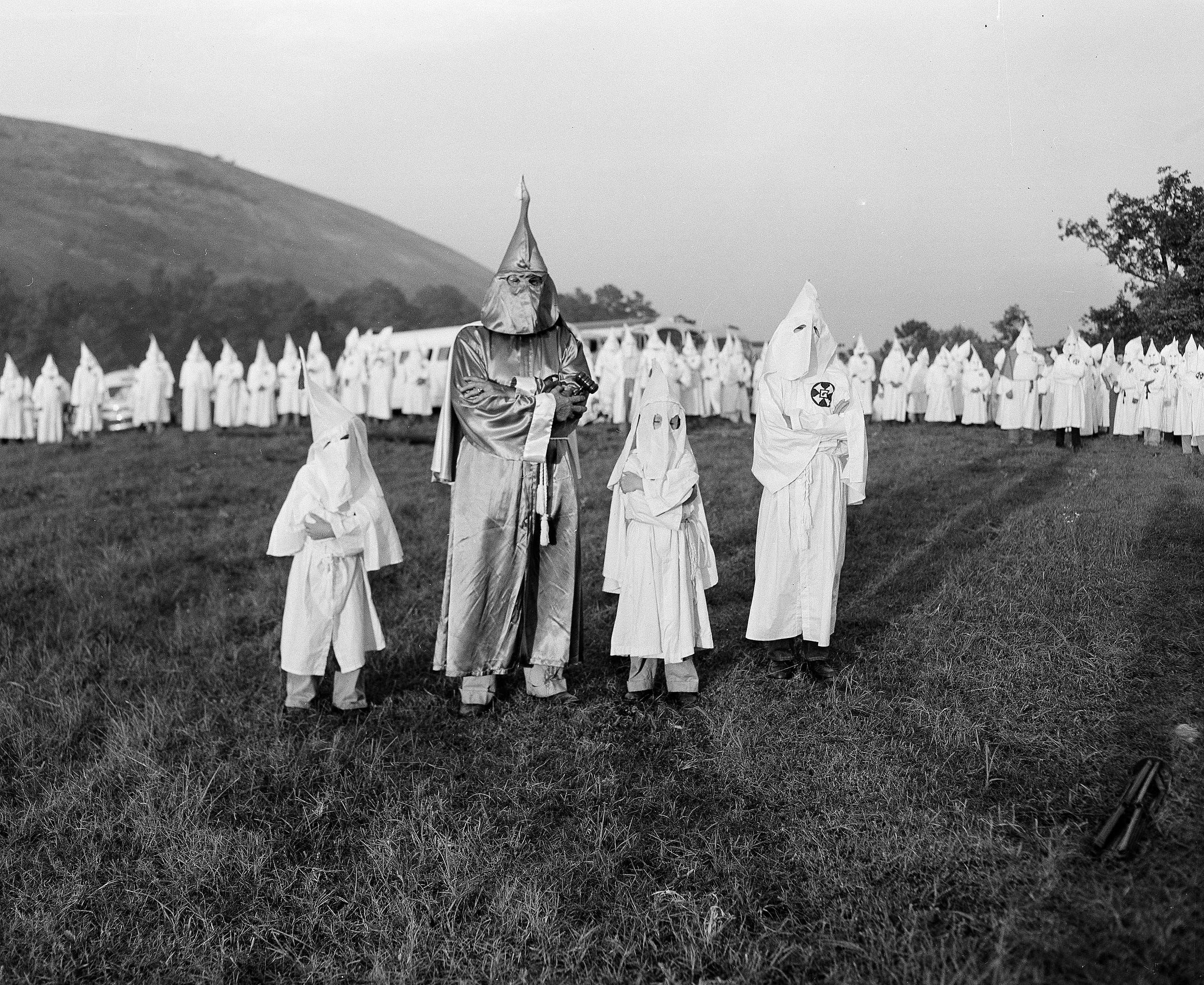
„Grand Dragon“ Dr. Samuel Green umgeben von zwei Kindern mit Ku-Klux-Klan-Roben bei einer Initiationszeremonie in Atlanta, Georgia am 24. Juli 1948

Die Association wurde bei der Klonvokation (großes Treffen) gegründet, die auch die zweite Ära des Klans einleitete. Die neue Gruppe sollte eine informelle Gruppierung bestehend aus mehreren Klaverns (Ortsgruppen) des Staates Georgia werden. Green wurde zum „Grand Dragon“ gewählt. Zu Beginn bestand die Association lediglich aus zwölf Klaverns. Im Oktober 1945 fand die erste Kreuzverbrennung auf dem Stone Mountain statt. Zu dieser Zeit bestand die Association aus ungefähr 20.000 Mitgliedern. Am 21. März 1946 meldete Morgan Telsner, der rechtliche Beistand des Klans, die Association beim Georgia Secretary of State an und bezahlte rückwirkend Steuern für 1943 bis 1946. Am 9. Mai 1946 wurde die erste große Initiation der Nachkriegszeit durchgeführt. Green führte den Initiationsritus mit 227 Neumitgliedern durch, die vor 1.000 Klansmännern unter dem Licht von fünf brennenden Kreuzen in den Klan eingeführt wurden. Auch 1.000 unbeteiligte Zuschauer sollen anwesend gewesen sein. Die Zeitschrift Look sicherte sich die Exklusivrechte an den Fotoaufnahmen.

### Rechtliche Schwierigkeiten
Diese Machtdemonstration wurde mit Argwohn von politischen und gewerkschaftlichen Organisationen beobachtet. Am 30. Mai klagte die Steuerbehörde Internal Revenue Service die Association an, eine Nachfolgeorganisation der Knights of the Ku Klux Klan Inc. zu sein und der Regierung 685.305 US-Dollar zu schulden. Green erklärte, dass seine Organisation nichts mit dem früheren Klan zu tun hätte. Zwar gäbe es personale Überschneidungen, die Association wäre aber keine Fortführung des Klans, obwohl es ihm möglich wäre, diese Fraktion zur rechten Zeit wiederzubeleben.
Auch Gouverneur Ellis Arnall war ein Feind des Klans. Generalstaatsanwalt Eugene Cook wurde instruiert, mit allen Mitteln gegen die Association vorzugehen. Der Klan würde Steuern hinterziehen und sich als Non-Profit-Organisation geben, obwohl sie tatsächlich beträchtliche Geldmengen anhäufen und im Gegenzug nur Hass und Gewalt verbreiten würde. Das Vorgehen gegen den Klan wurde sogar Wahlkampfthema. Um zu beweisen, dass die Association mit dem Klan identisch sei, wurden Richter Frank A. Hooper von Fulton County Superior Court am 20. Juni 1946 verschiedene Beweise präsentiert. So wies der Staatsanwalt nach, dass die Association den gleichen Kloran (das heilige Buch des Ku Klux Klan), die gleichen Titel, Geheimzeichen und Passwörter benutzte wie die Knights sowie sieben Klaverns in Alabama, die den Knights unterstanden.
Während der Prozess vorbereitet wurde, erklärten das Georgia Bureau of Investigation und das Federal Bureau of Investigation, dass ihnen Beweise vorliegen würden, dass Mitglieder der Association of Georgia Klans gewalttätige Verbrechen begangen hätten. So sollen Klanmitglieder im August 1945 einen Taxifahrer umgebracht haben. Außerdem sollen sie am 13. Februar 1946 einen schwarzen Navy-Veteran entführt und ihm 52 Peitschenhiebe zugefügt haben. Außerdem habe es Pläne gegeben, Gouverneur Arnell auszuschalten.
Die Beweissammlung erstreckte sich über den Sommer und den Herbst 1946. Es wurde versucht nachzuweisen, dass der Klan Verbindungen zum German American Bund unterhielt und immer noch Kontakte zu den Faschisten haben würde. Im September unterstützte der Klan den Demokraten Eugene Talmadge im Wahlkampf. Talmadge versprach, den Fall fallenzulassen, wenn er im Januar Gouverneur werden würde. Aus Angst, dass der Prozess platzen könnte, wurde er auf Dezember 1946 vorverlegt. Doch der Klan klagte erfolgreich dagegen.
Am 21. Dezember verstarb Eugene Talmadge. Einen unmittelbaren Nachfolger gab es nicht. So entstand im Staat ein Wettkampf um den Gouverneursposten. Zu seiner Beerdigung schickte der Klan einen großen Blumenkranz mit 5 goldenen K (für Knights of the Ku Klux Klan). Nach einer harten Auseinandersetzung wurde schließlich Melvin E. Thompson am 20. März 1947 Gouverneur. Er versprach den Fall weiterzuverfolgen.
Nachdem der Staat im Juni 1947 die Anklagepunkte Mord, Auspeitschen, Freiheitsentzug und Störung der öffentlichen Ordnung fallen ließ, löste sich das Georgia-Charter auf. Staatsanwalt Eugene Cook sagte, es sei zu schwierig nachzuweisen, dass die Organisation als Ganzes verantwortlich für die Gewalttaten sei. So konnte die AGK zunächst einmal ihren Namen behalten, wenn auch das Staats-Charter aufgelöst werden musste. Am 4. November wurden bei Cook Unterlagen gestohlen, die hochrangige Personen des Staates mit dem Klan in Verbindung brachten.

### Wählerbeeinflussung
Bei der Wahl 1948 versuchte der Klan vor allem schwarze Wähler einzuschüchtern. In Wrightsville marschierten 300 Klansmänner in Roben vor einer Wahlveranstaltung der Demokraten auf und entzündeten ein 15 Fuß hohes Kreuz. Grand Dragon Green lehnte Harry S. Trumans Bürgerrechtspolitik ab und erklärte, dass jedes Mal Blut fließen würde, wenn ein Schwarzer wählen gehen würde. Keiner der 241 wahlberechtigten Schwarzen ging am nächsten Tag wählen. In Swainsboro, Mount Vernon und Jeffersonville kam es zu Kreuzverbrennungen. Zudem wurden Drohbriefe und Särge mit eingraviertem KKK schwarzen Wählern zugestellt.

### Nachfolge Greens
Nach Greens Tod im August 1949 wurde Sam Roper neuer Anführer der Association of Georgia Klans. Roper war ein Ex-Polizist aus Atlanta und leitete unter Talmadge das  Georgia Bureau of Investigation, eine Sicherheitsbehörde auf Ebene des Einzelstaats. Er erwies sich als unfähig die unterschiedlichen Fraktionen innerhalb der Organisation zusammenzuhalten. Daher verlor die Association of Georgia Klans an Stärke und zahlreiche unabhängige Klans entstanden.

## Verbindungen zu anderen Gruppen
Obwohl sie ähnliche antisemitische und rassistische Überzeugungen hatten wie die ebenfalls in Atlanta ansässigen Columbians Inc., verstanden sich die beiden Gruppierungen nicht. Einer der Gründe, warum Anwalt Morgan Belser versuchte, das Georgia-Charter zu reaktivieren, war, zu verhindern, dass der Name des Klans durch die Columbians oder andere Gruppen beschmutzt werden könnte. Als die Columbians 1947 versuchten den Journalisten Stetson Kennedy in einem Gerichtsgebäude von Atlanta zu töten, war es der Klansman Ira Jett, der den Angreifer ausschaltete.